# Lenguas mandé sudorientales
Las lenguas mandé sudorientales o mano-dan-nwa son una división propuesta dentro de las lenguas mandé habladas en Costa de Marfil, Liberia y Guinea.

## Clasificación interna
Entre los grupos filogenéticos que forman parte de las lenguas mandé sudorientales están:
- Grupo mano-dan
  - Subgrupo mano: Mano
  - Subgrupo dan-tura: Dan, Tura
  - Subgrupo guro-yaouré: Guro, Yaouré
- Lenguas mwan-beng
  - Subgrupo mwan-wan: Mwan, Wan
  - Subgrupo gbang-beng: Beng, Gagu

## Comparación léxica
Los numerales en diferentes lenguas mandé sudorientales son:
| GLOSA | Mano-Dan-Guro       | Mano-Dan-Guro    | Mano-Dan-Guro     | Mano-Dan-Guro     | Mano-Dan-Guro     | Mwan-Beng           | Mwan-Beng          | Mwan-Beng       | Mwan-Beng       | PROTO- MANDE SE. |
| GLOSA | Mano                | Dan              | Tura (Toura)      | Guro              | Yaouré            | Mwan                | Wan                | Beng            | Gagu            | PROTO- MANDE SE. |
| ----- | ------------------- | ---------------- | ----------------- | ----------------- | ----------------- | ------------------- | ------------------ | --------------- | --------------- | ---------------- |
| '1'   | dóː                 | dō               | dō                | dʊ                | tʊ̀                | do                  | do                 | do              | dò              | *do              |
| '2'   | pèːlɛ               | plɛ̀              | pɨ̀ːlɛ̄             | fíé               | flí               | plɛ                 | pilɔŋ              | plaŋ            | fɪ́n             | *pelɛ            |
| '3'   | yàːka               | yâːgā            | yàkā              | yaá               | yaːga             | yaga                | ʔã́                 | ŋaŋ             | yía             | *ya-ka           |
| '4'   | yìːsɛ               | yîːsīë̄           | yɨ̀sɛ̄              | zĩ̀ɛ̃́               | sĩɟɛ̃              | yiziɛ               | sijá               | siéŋ            | zié             | *-siɛ            |
| '5'   | sɔ́ːli               | sɔ́ːɗú            | sólú              | sólú              | sóːlu             | sóː                 | sɔ̀lú               | sɔ́ŋ             | súu             | *soli            |
| '6'   | sáláːdo ( 5 + 1 )   | slâdō ( 5 + 1 )  | sáàdō ( 5 + 1 )   | sʊɛdʊ ( 5 + 1 )   | ʃɛ́dʊ ( 5 + 1 )    | srɔádo ( 5 + 1 )    | wáŋ́                | sɔ́do ( 5 + 1 )  | sɛ́dò ( 5 + 1 )  | *sola-do         |
| '7'   | sálápèːlɛ ( 5 + 2 ) | slâplɛ̂ ( 5 + 2 ) | sápɨ̀ːlɛ̄ ( 5 + 2 ) | sʊlàyíé ( 5 + 2 ) | sɔ́ravli ( 5 + 2 ) | srɔáplɛ ( 5 + 2 )   | séaʔã́ ( 5 + 2 )    | sɔ́pla ( 5 + 2 ) | sɛ́fɪ́n ( 5 + 2 ) | *sola-pelɛ       |
| '8'   | sálàka ( 5 + 3 )    | slǽæ̂ɡ̄ ( 5 + 3 )  | sáàkā ( 5 + 3 )   | sʊláː ( 5 + 3 )   | sɔ́ra ( 5 + 3 )    | srɔ́a ( 5 + 3 )      | séjãŋ́ ( 5 + 3 )    | sɔ́wa ( 5 + 3 )  | sɛà ( 5 + 3 )   | *sola-ka         |
| '9'   | sɛ́lɛ̀ìsɛ ( 5 + 4 )   | séîsīë̄ ( 5 + 4 ) | sɔ́ɨ̀sɛ̄ ( 5 + 4 )   | sʊlàzĩ̀ɛ̃́ ( 5 + 4 ) | sɔ́rasiɛ̃ ( 5 + 4 ) | srɔáyiziɛ ( 5 + 4 ) | sɔlásijá ( 5 + 4 ) | sisi ( 5 + 4 )  | tízie ( 5 + 4 ) | *soli-zia        |
| '10'  | vũ̀                  | ɡɔ́ɔ̂dō            | buː               | vu                | fù                | vu                  | sɔ́jɔlú             | ebu             | vù              | *bù              |